# Ukraine aux Jeux paralympiques d'été de 2024
L'Ukraine participe aux Jeux paralympiques de 2024 à Paris. Il s'agit de sa 8e participation à des Jeux paralympiques d'été.

## Nombre d’athlètes qualifiés par sport

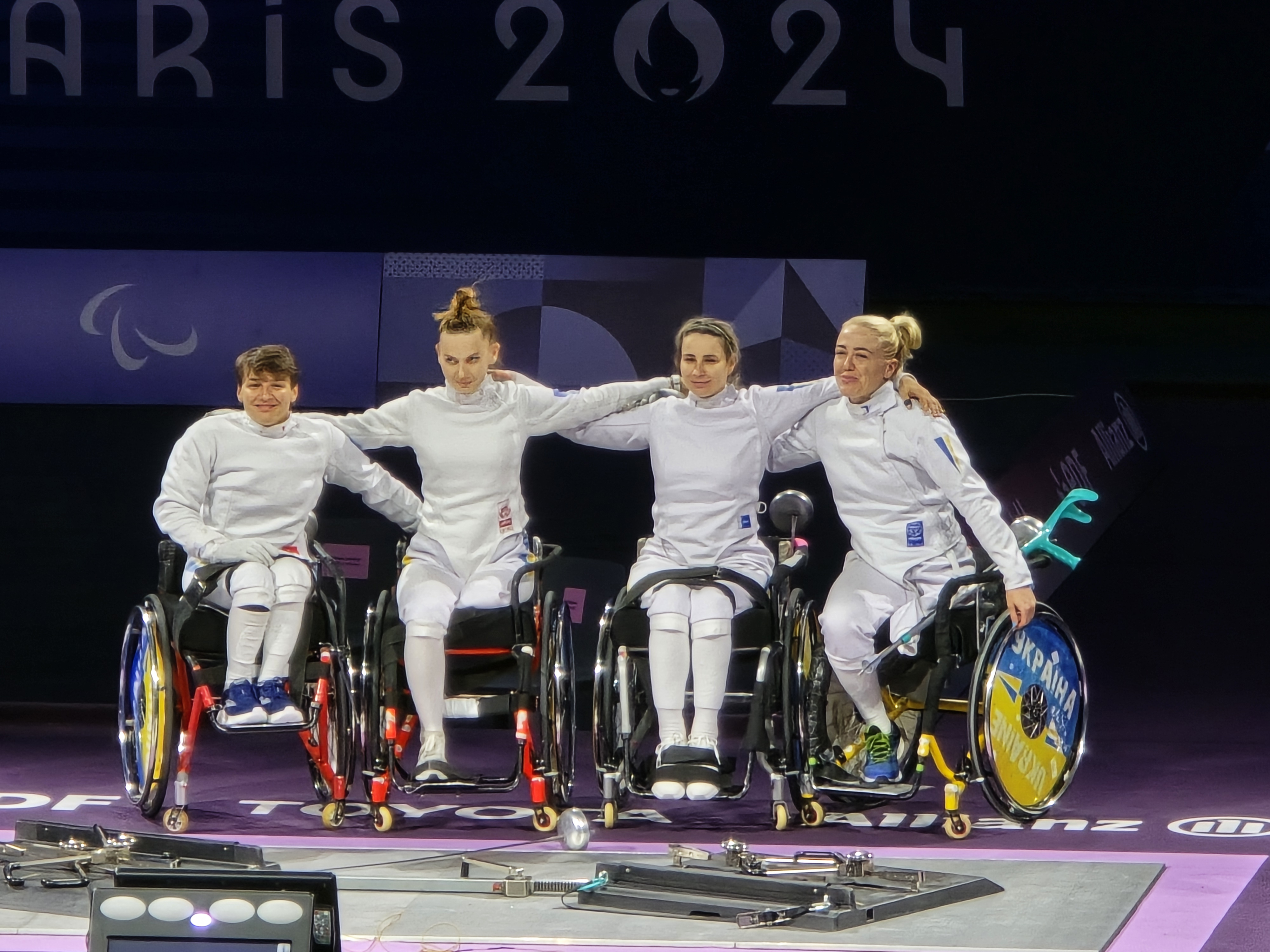
L'équipe féminine ukrainienne d'épée, médaille d'argent lors de ces jeux.

| Sport           | Hommes | Femmes | Total |
| --------------- | ------ | ------ | ----- |
| Athlétisme      | 13     | 8      | 21    |
| Aviron          | 2      | 2      | 4     |
| Badminton       |        |        |       |
| Basket-ball     |        |        |       |
| Boccia          | 1      | 1      | 2     |
| Canoë-kayak     | 3      | 2      | 5     |
| Cyclisme        | 1      | 0      | 1     |
| Dynamophilie    |        |        |       |
| Équitation      |        |        |       |
| Escrime         |        |        |       |
| Football à 5    |        |        |       |
| Goalball        |        |        |       |
| Judo            |        |        |       |
| Natation        | 11     | 2      | 13    |
| Rugby           |        |        |       |
| Taekwondo       |        |        |       |
| Tennis          |        |        |       |
| Tennis de table | 1      | 1      | 2     |
| Tir             | 1      | 2      | 6     |
| Tir à l'arc     | 2      | 1      | 3     |
| Triathlon       |        |        |       |
| Volley-ball     |        |        |       |
| Total           | 35     | 19     | 57    |

## Bilan général

### Bilan par sport
| Sport           | Médaille d'or, Jeux paralympiques | Médaille d'argent, Jeux paralympiques | Médaille de bronze, Jeux paralympiques | 4e | Total | Rang pays |
| --------------- | --------------------------------- | ------------------------------------- | -------------------------------------- | -- | ----- | --------- |
| Athlétisme      |                                   |                                       |                                        |    |       |           |
| Aviron          |                                   |                                       |                                        |    |       |           |
| Badminton       |                                   |                                       |                                        |    |       |           |
| Basket-ball     |                                   |                                       |                                        |    |       |           |
| Boccia          |                                   |                                       |                                        |    |       |           |
| Canoë-kayak     |                                   |                                       |                                        |    |       |           |
| Cyclisme        |                                   |                                       |                                        |    |       |           |
| Dynamophilie    |                                   |                                       |                                        |    |       |           |
| Équitation      |                                   |                                       |                                        |    |       |           |
| Escrime         |                                   |                                       |                                        |    |       |           |
| Football à 5    |                                   |                                       |                                        |    |       |           |
| Goalball        |                                   |                                       |                                        |    |       |           |
| Judo            |                                   |                                       |                                        |    |       |           |
| Natation        |                                   |                                       |                                        |    |       |           |
| Rugby           |                                   |                                       |                                        |    |       |           |
| Taekwondo       |                                   |                                       |                                        |    |       |           |
| Tennis          |                                   |                                       |                                        |    |       |           |
| Tennis de table |                                   |                                       |                                        |    |       |           |
| Tir             |                                   |                                       |                                        |    |       |           |
| Tir à l'arc     |                                   |                                       |                                        |    |       |           |
| Triathlon       |                                   |                                       |                                        |    |       |           |
| Volley-Ball     |                                   |                                       |                                        |    |       |           |
| Total           |                                   |                                       |                                        |    |       |           |

### Bilan par jour de compétition
| Jour          | Médaille d'or, Jeux paralympiques | Médaille d'argent, Jeux paralympiques | Médaille de bronze, Jeux paralympiques | 4e | Total |
| ------------- | --------------------------------- | ------------------------------------- | -------------------------------------- | -- | ----- |
| 28 août       |                                   |                                       |                                        |    |       |
| 29 août       |                                   |                                       |                                        |    |       |
| 30 août       |                                   |                                       |                                        |    |       |
| 31 août       |                                   |                                       |                                        |    |       |
| 1er septembre |                                   |                                       |                                        |    |       |
| 2 septembre   |                                   |                                       |                                        |    |       |
| 3 septembre   |                                   |                                       |                                        |    |       |
| 4 septembre   |                                   |                                       |                                        |    |       |
| 5 septembre   |                                   |                                       |                                        |    |       |
| 6 septembre   |                                   |                                       |                                        |    |       |
| 7 septembre   |                                   |                                       |                                        |    |       |
| 8 septembre   |                                   |                                       |                                        |    |       |
| Total         |                                   |                                       |                                        |    |       |

### Bilan par sexe
| Sexe   | Médaille d'or, Jeux paralympiques | Médaille d'argent, Jeux paralympiques | Médaille de bronze, Jeux paralympiques | 4e | Total |
| ------ | --------------------------------- | ------------------------------------- | -------------------------------------- | -- | ----- |
| Hommes |                                   |                                       |                                        |    |       |
| Femmes |                                   |                                       |                                        |    |       |
| Mixte  |                                   |                                       |                                        |    |       |
| Total  |                                   |                                       |                                        |    |       |

## Médaillés

### Médailles d’or
| Sport | Discipline | Athlète(s) | Performance | Date |
| ----- | ---------- | ---------- | ----------- | ---- |
|       |            |            |             |      |

### Médailles d’argent
| Sport | Discipline | Athlète(s) | Performance | Date |
| ----- | ---------- | ---------- | ----------- | ---- |
|       |            |            |             |      |

### Médailles de bronze
| Sport | Discipline | Athlète(s) | Performance | Date |
| ----- | ---------- | ---------- | ----------- | ---- |
|       |            |            |             |      |

## Résultats

### Athlétisme

#### Hommes
| Athlètes | Épreuve   | Série | Série | Demi-finales | Demi-finales | Finale | Finale |
| Athlètes | Épreuve   | Temps | Rang  | Temps        | Rang         | Temps  | Rang   |
| -------- | --------- | ----- | ----- | ------------ | ------------ | ------ | ------ |
| [[]]     | 100 m T37 |       | e     |              | e            |        | e      |
| [[]]     | 200 m T35 |       | e     |              | e            |        | e      |
| [[]]     | 200 m T37 |       | e     |              | e            |        | e      |

| Athlètes | Épreuve               | Finale      | Finale |
| Athlètes | Épreuve               | Performance | Rang   |
| -------- | --------------------- | ----------- | ------ |
| [[]]     | Saut en longueur T36  | m           | e      |
| [[]]     | Lancer de disque F37  | m           | e      |
| [[]]     | Lancer de javelot F38 | m           | e      |
| [[]]     | Lancer de poids F12   | m           | e      |
| [[]]     | Lancer de poids F20   | m           | e      |
| [[]]     | Lancer de poids F53   | m           | e      |

#### Femmes
| Athlètes | Épreuve     | Série | Série | Demi-finales | Demi-finales | Finale | Finale |
| Athlètes | Épreuve     | Temps | Rang  | Temps        | Rang         | Temps  | Rang   |
| -------- | ----------- | ----- | ----- | ------------ | ------------ | ------ | ------ |
| [[]]     | 400 m T20   |       | e     |              | e            |        | e      |
| [[]]     | 400 m T37   |       | e     |              | e            |        | e      |
| [[]]     | 1 500 m T20 |       | e     |              | e            |        | e      |

| Athlètes | Épreuve              | Finale      | Finale |
| Athlètes | Épreuve              | Performance | Rang   |
| -------- | -------------------- | ----------- | ------ |
| [[]]     | Saut en longueur T12 | m           | e      |
| [[]]     | Lancer de massue F32 | m           | e      |
| [[]]     | Lancer de disque F53 | m           | e      |
| [[]]     | Lancer de poids F20  | m           | e      |
| [[]]     | Lancer de poids F35  | m           | e      |

### Natation

#### Hommes
| Athlètes          | Épreuve              | Série | Série | Finale | Finale |
| Athlètes          | Épreuve              | Temps | Rang  | Temps  | Rang   |
| ----------------- | -------------------- | ----- | ----- | ------ | ------ |
| Oleksandr Komarov | 100 m nage libre S5  |       | e     |        | e      |
| [[]]              | 400 m nage libre S13 |       | e     |        | e      |
| [[]]              | 50 m dos S3          |       | e     |        | e      |
| Anton Kol         | 100 m dos S1         |       | e     |        | e      |
| [[]]              | 100 m dos S7         |       | e     |        | e      |
| [[]]              | 100 m dos S11        |       | e     |        | e      |
| [[]]              | 100 m brasse SB4     |       | e     |        | e      |
| [[]]              | 100 m papillon S10   |       | e     |        | e      |
| [[]]              | 100 m papillon S11   |       | e     |        | e      |
| [[]]              | 100 m papillon S13   |       | e     |        | e      |
| [[]]              | 200 m 4 nages SM7    |       | e     |        | e      |

#### Femmes
| Athlètes       | Épreuve              | Série | Série | Finale | Finale |
| Athlètes       | Épreuve              | Temps | Rang  | Temps  | Rang   |
| -------------- | -------------------- | ----- | ----- | ------ | ------ |
| Anna Hontar    | 50 m nage libre S6   |       | e     |        | e      |
| Anna Stetsenko | 100 m nage libre S12 |       | e     |        | e      |

### Tir

#### Hommes
| Tireurs | Épreuve                                 | Qualification | Qualification | Finale | Finale |
| Tireurs | Épreuve                                 | Score         | Rang          | Score  | Rang   |
| ------- | --------------------------------------- | ------------- | ------------- | ------ | ------ |
| [[]]    | Carabine à 10 m air comprimé debout SH1 |               | e             |        | e      |

#### Femmes
| Tireurs | Épreuve                                 | Qualification | Qualification | Finale | Finale |
| Tireurs | Épreuve                                 | Score         | Rang          | Score  | Rang   |
| ------- | --------------------------------------- | ------------- | ------------- | ------ | ------ |
| [[]]    | Carabine à 10 m air comprimé debout SH1 |               | e             |        | e      |

#### Mixte
| Tireurs | Épreuve                                 | Qualification | Qualification | Finale | Finale |
| Tireurs | Épreuve                                 | Score         | Rang          | Score  | Rang   |
| ------- | --------------------------------------- | ------------- | ------------- | ------ | ------ |
| [[]]    | Pistolet à 25 m SH1                     |               | e             |        | e      |
| [[]]    | Carabine à 10 m air comprimé couché SH2 |               | e             |        | e      |
| [[]]    | Carabine à 50 m couché SH2              |               | e             |        | e      |